# Lista över riksvägar i Norge
Detta är en lista över riksvägar i Norge. Den 1 januari 2010 blev de flesta riksvägar som inte var stamvägar (kallades øvrige riksveier) överförda till regionen (fylket) och blev då istället fylkesvägar.
I Norge räknas även europavägar som riksvägar och deras nummer används, precis som i Sverige och Danmark, som nationella vägnummer.

## Europavägar
| Skylt | Väg           | Sträckning                                          | Fylke                                                                    |
| ----- | ------------- | --------------------------------------------------- | ------------------------------------------------------------------------ |
|       | Europaväg 6   | Svinesundsbron - Kirkenes                           | Østfold, Akershus, Oslo, Innlandet, Trøndelag, Nordland, Troms, Finnmark |
|       | Europaväg 8   | Tromsø flygplats - Finska gränsen vid Kilpisjärvi   | Troms                                                                    |
|       | Europaväg 10  | Å - Svenska gränsen vid Bjørnfjell                  | Nordland, Troms                                                          |
|       | Europaväg 12  | Mo i Rana - Svenska gränsen vid Umbukta             | Nordland                                                                 |
|       | Europaväg 14  | Stjørdalshalsen (E6) - Svenska gränsen vid Storlien | Trøndelag                                                                |
|       | Europaväg 16  | Bergen (E39) - Svenska gränsen vid Riksåsen         | Vestland, Innlandet, Buskerud, Akershus                                  |
|       | Europaväg 18  | Kristiansand (E39) - Svenska gränsen vid Ørje       | Agder, Telemark, Vestfold, Buskerud, Buskerud, Akershus, Østfold         |
|       | Europaväg 39  | Klett (E6) - Kristiansand                           | Trøndelag, Møre og Romsdal, Vestland, Rogaland, Agder                    |
|       | Europaväg 45  | Alta - Finska gränsen vid Kivilompolo               | Finnmark                                                                 |
|       | Europaväg 69  | Nordkapp - Olderfjord (E6)                          | Finnmark                                                                 |
|       | Europaväg 75  | Vardø - Finska gränsen vid Utsjoki                  | Finnmark                                                                 |
|       | Europaväg 105 | Bjørkheim (E6) - Ryska gränsen vid Storskog         | Finnmark                                                                 |
|       | Europaväg 134 | Haugesunds flygplats - Vassum (E18)                 | Rogaland, Vestland, Telemark, Buskerud, Akershus                         |
|       | Europaväg 136 | Ålesund - Dombås (E6)                               | Møre og Romsdal, Innlandet                                               |

## Huvudvägar
| Skylt | Väg         | Sträckning                                                                                | Fylke                      |
| ----- | ----------- | ----------------------------------------------------------------------------------------- | -------------------------- |
|       | Riksväg 2   | Elverum - Svenska gränsen vid Magnor                                                      | Innlandet                  |
|       | Riksväg 3   | Kolomoen (E6) - Ulsberg (E6)                                                              | Innlandet, Trøndelag       |
|       | Riksväg 4   | Sinsen, Oslo - Mjøsbron (E6)                                                              | Oslo, Akershus, Innlandet  |
|       | Riksväg 5   | Håbakken - Florø                                                                          | Vestland                   |
|       | Riksväg 7   | Hønefoss - Hardangerbron                                                                  | Buskerud, Vestland         |
|       | Riksväg 9   | Kristiansand - Haukeli                                                                    | Agder, Telemark            |
|       | Riksväg 13  | Stavanger - Sogndalsfjøra                                                                 | Rogaland, Vestland         |
|       | Riksväg 15  | Otta (E6) - Måløy                                                                         | Innlandet, Vestland        |
|       | Riksväg 19  | Patterød, Moss (E6) - Undrumsdal (E18)                                                    | Østfold, Vestfold          |
|       | Riksväg 22  | Øra, Fredrikstad - Hvam (E6)                                                              | Østfold, Akershus          |
|       | Riksväg 25  | Hamar - Svenska gränsen vid Bergulvkjølen                                                 | Innlandet                  |
|       | Riksväg 36  | Skjelsvik (E18) - Seljord (E134)                                                          | Telemark                   |
|       | Riksväg 41  | Timenes - Brunkeberg                                                                      | Agder, Telemark            |
|       | Riksväg 52  | Gol - Borlaug (E16)                                                                       | Buskerud, Vestland         |
|       | Riksväg 70  | Oppdal (E6) - Kristiansund                                                                | Trøndelag, Møre og Romsdal |
|       | Riksväg 73  | Trofors (E6) - Svenska gränsen vid Krutvatn                                               | Nordland                   |
|       | Riksväg 77  | Storjord (E6) - Svenska gränsen vid Graddis                                               | Nordland                   |
|       | Riksväg 80  | Fauske (E6) - Bodø flygplats                                                              | Nordland                   |
|       | Riksväg 83  | Tjeldsundsbron (E10) - Harstad                                                            | Troms                      |
|       | Riksväg 85  | Bognes (E6) - Sortland                                                                    | Nordland, Troms            |
|       | Riksväg 92  | Nedre Neiden - Finska gränsen vid Neiden, Finska gränsen vid Karigasniemi - Gievdneguoika | Finnmark                   |
|       | Riksväg 94  | Skaidi (E6) - Hammerfest                                                                  | Finnmark                   |
|       | Riksväg 150 | Hovin, Oslo (E6) - Lysaker (E18)                                                          | Oslo, Akershus             |
|       | Riksväg 159 | Karihaugen, Oslo (E6) - Lillestrøm                                                        | Oslo, Akershus             |
|       | Riksväg 162 | Grønlia, Oslo (E6/E18) - Filipstad, Oslo (E18)                                            | Oslo                       |
|       | Riksväg 163 | Økern, Oslo - Robsrud                                                                     | Oslo, Akershus             |
|       | Riksväg 350 | Hokksund (E134) - Hønefoss (E16)                                                          | Buskerud                   |
|       | Riksväg 555 | Bergen (E39) - Beinastaden                                                                | Vestland                   |
|       | Riksväg 651 | Hjelle (E39) - Volda (E39)                                                                | Vestland, Møre og Romsdal  |
|       | Riksväg 827 | Sommarset (E6) - Sætran (E6)                                                              | Nordland                   |

## Förbindelsevägar
| Skylt | Väg         | Sträckning                                                     | Fylke           |
| ----- | ----------- | -------------------------------------------------------------- | --------------- |
|       | Riksväg 110 | Karlshus (E6) – Fredrikstad                                    | Østfold         |
|       | Riksväg 191 | Trosterud, Oslo (E6) – Veitvet, Oslo                           | Oslo            |
|       | Riksväg 204 | Svinesundsparken (E6) - Halden                                 | Østfold         |
|       | Riksväg 226 | Kjeller - Skedsmovollen (E6)                                   | Akershus        |
|       | Riksväg 291 | Bangeløkka, Drammen (E18/E134) - Brakerøya, Drammen (E18/E134) | Buskerud        |
|       | Riksväg 354 | Rugtvedt (E18) - Kjørholt (E18)                                | Telemark        |
|       | Riksväg 400 | Larvik - Bommestad (E18)                                       | Vestfold        |
|       | Riksväg 426 | Krossmoen (E39) – Nordsjöterminalen, Egersund                  | Rogaland        |
|       | Riksväg 444 | Skjæveland - Sandnes (E39)                                     | Rogaland        |
|       | Riksväg 509 | Forus (E39) – Sunde                                            | Rogaland        |
|       | Riksväg 580 | Nordås (E39) – Bergens flygplats                               | Vestland        |
|       | Riksväg 658 | Ålesund (E136) – Ålesunds flygplats                            | Møre og Romsdal |
|       | Riksväg 706 | Kroppan, Trondheim (E6) - Rotvoll, Trondheim (E6)              | Trøndelag       |